# جهان‌تیغ (شهرستان زابل)
جهان تیغ، روستایی است در بخش مرکزی شهرستان هیرمند، استان سیستان و بلوچستان.

## جمعیت
این روستا در دهستان مارگان قرار دارد و بر اساس سرشماری سال ۱۳۸۵ جمعیت آن (۱۷۲ خانوار) ۸۲۶ نفر 
بوده‌است.
روستای جهان تیغ در ۱۷ کیلومتری شمال شهر زابل و در منطقه‌ای دشت و در ۴ کیلومتری شرق روستای بزی قرار دارد. ارتفاع آن از سطح دریا ۴۷۵ متر و آب و هوای آن گرم و خشک است.

## منبع
- کتاب گیتاشناسی ایران جلدسوم- عباس جعفری – چاپ ۱۳۸۴

1. ↑  «نتایج سرشماری ایران در سال ۱۳۸۵». درگاه ملی آمار. بایگانی‌شده از روی نسخه اصلی در ۲۱ آبان ۱۳۹۲.